# Rodolfo González (kierowca wyścigowy)

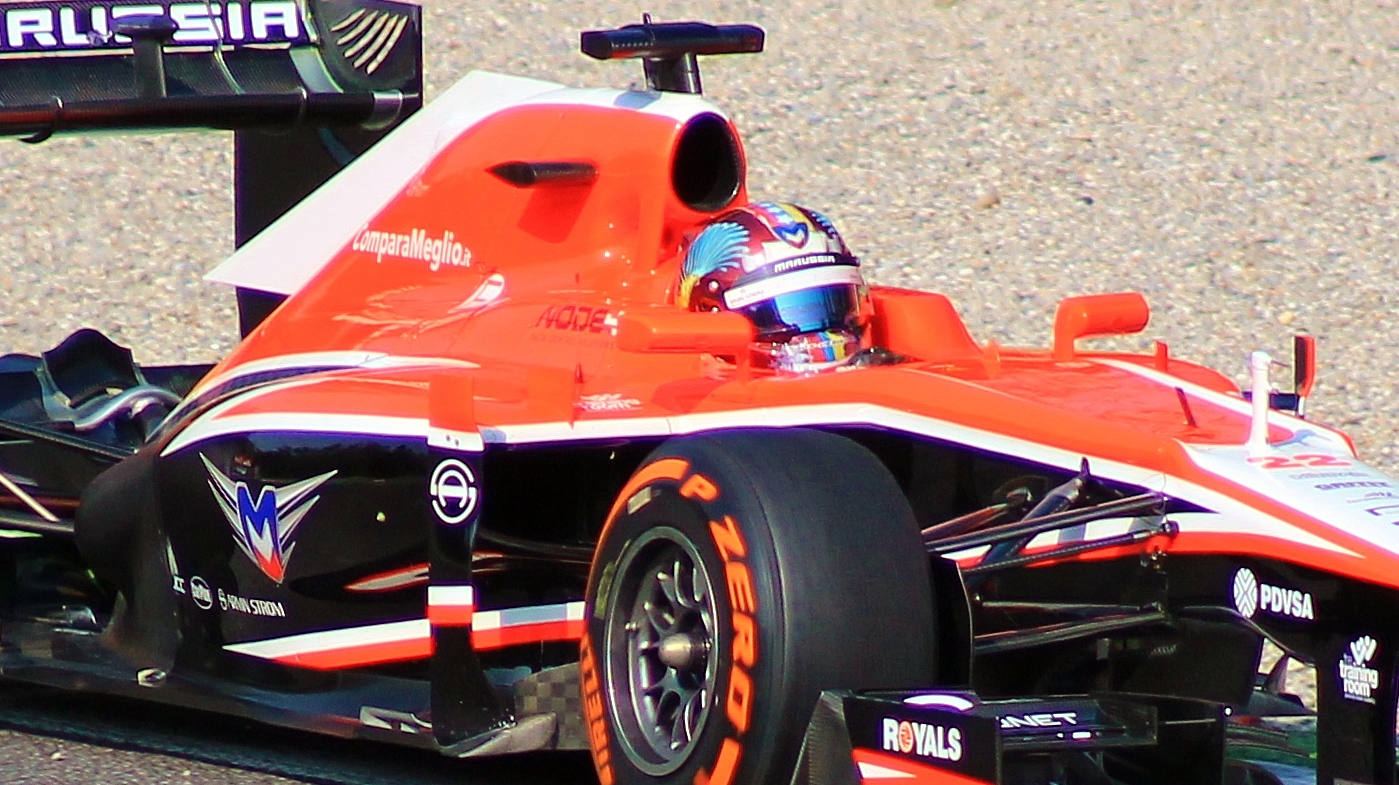
Rodolfo González w 2013 roku na torze Autodromo Nazionale di Monza

Rodolfo González (ur. 14 maja 1986 w Caracas) – wenezuelski kierowca wyścigowy.

## Kariera

### Formuła Renault
Rodolfo po zakończeniu kariery kartingowej, postanowił rozpocząć poważną karierę wyścigową, debiutując w 2003, w zimowej edycji Włoskiej Formuły Renault. Zmagania w niej zakończył na 19. miejscu. W kolejnym sezonie rozpoczął starty w głównym cyklu tej serii. Dorobek punktowy pozwolił mu zająć w klasyfikacji 21. pozycję. W tym samym roku zajął 10. miejsce w zimowym cyklu. Sezon 2005 był ostatnim dla Wenezuelczyka w Brytyjskiej Formule Renault. W tym czasie raz stanął na podium, a w ogólnej punktacji został sklasyfikowany na 10. pozycji. Oprócz tego, wystąpił w dwóch rundach holenderskiej edycji. Punkty w niej uzyskane pozwoliły mu na zajęcie 23. lokaty, w generalnej klasyfikacji. Pod koniec roku po raz trzeci wystartował w zimowej edycji serialu. Tym razem jednak nie odnotował progresu, kończąc zmagania na 13. miejscu.

### Formuła 3
W sezonie 2006 awansował do Brytyjskiej Formuły 3. Startując w brytyjskiej stajni T-Sport, w klasie narodowej, już w pierwszym podejściu sięgnął po tytuł mistrzowski (wygrał trzynaście wyścigów, natomiast do dwunastu startował z pierwszego pola startowego). Rok później, w tym samym zespole, brał udział w głównym pucharze. W ciągu sezonu raz stanął na podium, ostatecznie kończąc rywalizację na 11. miejscu.
W roku 2008 podpisał kontrakt z brytyjską ekipą Carlin Motorsport, na starty w Formule 3 Euroseries. González nie spisywał się jednak najlepiej, będąc ostatecznie sklasyfikowanym na odległej 24. pozycji (w ciągu osiemnastu wyścigów, zdobył w sprzyjających okolicznościach pół punktu za szóste miejsce, w drugim wyścigu, na francuskim torze Bugatti Circuit). W ostatniej rundzie, na niemieckim Hockenheimringu, zastąpił go Brytyjczyk Oliver Oakes. Rodolfo w zespole Trevora Carlina, wystartował również w prestiżowym wyścigu Masters of Formuła 3. Ostatecznie zajął w nim 9. lokatę.

### Euroseria 3000
W 2008 roku Wenezuelczyk, w zespole Sighinolfi Autoracing, wziął udział w jednej rundzie Euroserii 3000. Punkty zdobyte w drugim wyścigu, po zajęciu czwartego miejsca, dały mu w klasyfikacji 20. miejsce (pierwszego nie ukończył).
Rok później wystartował w całym cyklu, reprezentując barwy włoskiej ekipy Fisichella Motor Sport. W ciągu trzynastu wyścigu czterokrotnie stawał na podium, w tym raz na najwyższym stopniu (w pierwszym wyścigu, na belgijskim torze Zolder). Ostatecznie został w niej sklasyfikowany na przyzwoitej 5. pozycji.

### Seria GP2
Na przełomie sezonu 2008 i 2009, Rodolfo wziął udział w ośmiu wyścigach Azjatyckiej Serii GP2 (w zespole FMS). Nie zdobył jednak punktów, najlepiej spisując się w drugim wyścigu w Malezji, gdzie zajął ósmą lokatę.
W europejskim cyklu zadebiutował w roku 2009. Wystąpił wówczas w jednej rundzie, na niemieckim obiekcie Nürburgring (zastąpił w niej Włocha Davide Rigona). W obydwóch zajął miejsca w drugiej dziesiątce (odpowiednio piętnaste i osiemnaste).
W sezonie 2009/2010 zimowego cyklu, Wenezuelczyk wystartował w inauguracyjnej (na torze w Abu Zabi reprezentował holenderski Arden International) oraz kończącej zmagania eliminacji (na bahrajńskim torze Sakhir współpracował z hiszpańskim Barwa Addax). Podczas zmagań na obiekcie Yas Marina, González został sklasyfikowany na czternastej i szesnastej lokacie. W Bahrajnie z kolei obu wyścigów nie ukończył.
Za sprawą solidnego zaplecza finansowego, Rodolfo został zakontraktowany na cały sezon 2010 głównego serialu GP2, przez stajnię Arden International. Wziąwszy udział w dziesięciu rundach, tylko na belgijskim obiekcie Spa-Francorchamps meldował się na premiowanych punktami pozycjach, zajmując odpowiednio ósme i czwarte miejsce (w drugim wyścigu, zgodnie z regulaminem, startował z pole position). Ostatecznie zdobyte punkty sklasyfikowały Gonzáleza, na 21. miejscu, w klasyfikacji generalnej.
W sezonie 2011 został zakontraktowany przez włoską ekipę Trident Racing zarówno na edycję azjatycką jak i europejską. W zimie w 4 startach 2 razy zmieścił się w pierwszej dziesiątce, ale nie zdobył żadnego punktu (2 razy 9 miejsce) i został sklasyfikowany na 17 pozycji w generalce.

### Formuła Acceleration 1
W sezonie 2014 Wenezuelczyk reprezentował barwy swojego kraju w nowo utworzonej Formule Acceleration 1. W ciągu czterech wyścigów, w których wystartował, uzbierał łącznie dziesięć punktów. Dało mu to siedemnaste miejsce w końcowej klasyfikacji kierowców.

## Statystyki
| Sezon   | Seria                                     | Zespół                  | Wyścigi          | PP               | Zwycięstwa       | Podium           | Punkty           | Poz. koń.        |
| ------- | ----------------------------------------- | ----------------------- | ---------------- | ---------------- | ---------------- | ---------------- | ---------------- | ---------------- |
| 2003    | Brytyjska Formuła Renault (zimowa edycja) | Manor Motorsport        |                  |                  |                  |                  | 6                | 19               |
| 2004    | Brytyjska Formuła Renault                 | Mark Burdett Motorsport | 15               | 0                | 0                | 0                | 72               | 21               |
| 2004    | Brytyjska Formuła Renault                 | Paston Racing           | 15               | 0                | 0                | 0                | 72               | 21               |
| 2004    | Brytyjska Formuła Renault (zimowa edycja) | Mark Burdett Motorsport | 4                | 0                | 0                | 0                | 41               | 10               |
| 2005    | Brytyjska Formuła Renault                 | Manor Motorsport        | 20               | 0                | 0                | 1                | 235              | 9                |
| 2005    | Holenderska Formuła Renault               | Manor Motorsport        | 4                | 0                | 0                | 0                | 18               | 23               |
| 2005    | Brytyjska Formuła Renault (zimowa edycja) | Mark Burdett Motorsport | 4                | 0                | 0                | 0                | 32               | 13               |
| 2006    | Brytyjska Formuła 3 (narodowa klasa)      | T-Sport                 | 22               | 12               | 13               | 18               | 355              | 1                |
| 2007    | Brytyjska Formuła 3                       | T-Sport                 | 22               | 0                | 0                | 1                | 77               | 11               |
| 2008    | Formuła 3 Euroseries                      | Carlin Motorsport       | 18               | 0                | 0                | 0                | 0.5              | 24               |
| 2008    | Masters of Formuła 3                      | Carlin Motorsport       | 1                | 0                | 0                | 0                | N/A              | 9                |
| 2008    | Euroseria 3000                            | Sighinolfi Autoracing   | 2                | 0                | 0                | 0                | 3                | 20               |
| 2008–09 | Azjatycka Seria GP2                       | Fisichella Motor Sport  | 8                | 0                | 0                | 0                | 0                | 23               |
| 2009    | Seria GP2                                 | Trident Racing          | 2                | 0                | 0                | 0                | 0                | 29               |
| 2009    | Euroseria 3000                            | Fisichella Motor Sport  | 13               | 1                | 1                | 4                | 44               | 5                |
| 2009–10 | Azjatycka Seria GP2                       | Arden International     | 4                | 0                | 0                | 0                | 0                | 29               |
| 2009–10 | Azjatycka Seria GP2                       | Barwa Addax Team        | 4                | 0                | 0                | 0                | 0                | 29               |
| 2010    | Seria GP2                                 | Arden International     | 20               | 0                | 0                | 0                | 4                | 21               |
| 2011    | Seria GP2                                 | Trident Racing          | 18               | 0                | 0                | 0                | 0                | 26               |
| 2011    | Azjatycka Seria GP2                       | Trident Racing          | 4                | 0                | 0                | 0                | 0                | 17               |
| 2012    | Seria GP2                                 | Caterham Racing         | 24               | 0                | 0                | 0                | 6                | 22               |
| 2013    | Formuła 1                                 | Marussia F1 Team        | Kierowca testowy | Kierowca testowy | Kierowca testowy | Kierowca testowy | Kierowca testowy | Kierowca testowy |
| 2014    | Formuła Acceleration 1                    | RC Motorsport           | 4                | 0                | 0                | 0                | 10               | 17               |
| 2014    | 24h Le Mans – LMP2                        | Murphy Prototypes       | 1                | 0                | 0                | 0                | N/A              | NS               |
| 2014    | European Le Mans Series – LMP2            | Murphy Prototypes       | 3                | 0                | 0                | 1                | 20               | 14               |

## Wyniki w GP2
| Legenda oznaczeń w tabelach wyników Wyświetl szablon na nowej stronie | Legenda oznaczeń w tabelach wyników Wyświetl szablon na nowej stronie                                                                     |
| Oznaczenie                                                            | Wyjaśnienie |
| --------------------------------------------------------------------- | --- |
| Złoty                                                                 | Zwycięzca lub mistrzostwo |
| Srebrny                                                               | 2. miejsce lub wicemistrzostwo |
| Brązowy                                                               | 3. miejsce lub II wicemistrzostwo |
| Zielony                                                               | Ukończył, punktował (w klasyfikacji generalnej, gdy zdobył co najmniej jeden punkt na przestrzeni sezonu, poza trzema powyższymi opcjami) |
| Niebieski                                                             | Ukończył, nie punktował (w klasyfikacji generalnej, gdy nie zdobył co najmniej jednego punktu na przestrzeni sezonu)                      |
| Czerwony                                                              | Nie zakwalifikował się (NZ) |
| Czerwony                                                              | Nie prekwalifikował się (NPK) |
| Różowy                                                                | Nie ukończył (NU) |
| Różowy                                                                | Niesklasyfikowany (NS) (w klasyfikacji generalnej, gdy nie został sklasyfikowany w żadnym wyścigu sezonu)                                 |
| Czarny                                                                | Zdyskwalifikowany (DK) |
| Czarny                                                                | Wykluczony (WYK/EX) |
| Biały                                                                 | Nie wystartował (NW) |
| Biały                                                                 | Kontuzjowany (K/INJ) |
| Biały                                                                 | Wyścig odwołany (OD/C) |
| Bez koloru                                                            | Został wycofany (WYC/WD) |
| Bez koloru                                                            | Nie przybył (NP/DNA) |
| Bez koloru                                                            | Nie brał udziału w treningach (NT/DNP) |
| Bez koloru                                                            | Nie został zgłoszony (–) |
| Pogrubienie                                                           | Start z pole position |
| Kursywa                                                               | Najszybsze okrążenie wyścigu |
| †                                                                     | Nie ukończył, ale jego rezultat został zaliczony ze względu na przejechanie więcej niż 90% dystansu wyścigu.                              |
| *                                                                     | Sezon w trakcie |
| 1/2/3                                                                 | Punktowana pozycja w sprincie kwalifikacyjnym                                                                                             |
| Lista systemów punktacji Formuły 1                                    | |

| Rok  | Zespół              | Wyniki w poszczególnych eliminacjach | Wyniki w poszczególnych eliminacjach | Wyniki w poszczególnych eliminacjach | Wyniki w poszczególnych eliminacjach | Wyniki w poszczególnych eliminacjach | Wyniki w poszczególnych eliminacjach | Wyniki w poszczególnych eliminacjach | Wyniki w poszczególnych eliminacjach | Wyniki w poszczególnych eliminacjach | Wyniki w poszczególnych eliminacjach | Wyniki w poszczególnych eliminacjach | Wyniki w poszczególnych eliminacjach | Wyniki w poszczególnych eliminacjach | Wyniki w poszczególnych eliminacjach | Wyniki w poszczególnych eliminacjach | Wyniki w poszczególnych eliminacjach | Wyniki w poszczególnych eliminacjach | Wyniki w poszczególnych eliminacjach | Wyniki w poszczególnych eliminacjach | Wyniki w poszczególnych eliminacjach | Wyniki w poszczególnych eliminacjach | Wyniki w poszczególnych eliminacjach | Wyniki w poszczególnych eliminacjach | Wyniki w poszczególnych eliminacjach | Punkty | Pozycja |
| ---- | ------------------- | ------------------------------------ | ------------------------------------ | ------------------------------------ | ------------------------------------ | ------------------------------------ | ------------------------------------ | ------------------------------------ | ------------------------------------ | ------------------------------------ | ------------------------------------ | ------------------------------------ | ------------------------------------ | ------------------------------------ | ------------------------------------ | ------------------------------------ | ------------------------------------ | ------------------------------------ | ------------------------------------ | ------------------------------------ | ------------------------------------ | ------------------------------------ | ------------------------------------ | ------------------------------------ | ------------------------------------ | ------ | ------- |
| 2009 | Trident Racing      | ESP                                  | ESP                                  | MON                                  | MON                                  | TUR                                  | TUR                                  | GBR                                  | GBR                                  | DEU                                  | DEU                                  | HUN                                  | HUN                                  | VAL                                  | VAL                                  | BEL                                  | BEL                                  | ITA                                  | ITA                                  | POR                                  | POR                                  |                                      |                                      |                                      |                                      | 0      | 29      |
| 2009 | Trident Racing      | -                                    | -                                    | -                                    | -                                    | -                                    | -                                    | -                                    | -                                    | 15                                   | 19                                   | -                                    | -                                    | -                                    | -                                    | -                                    | -                                    | -                                    | -                                    | -                                    | -                                    |                                      |                                      |                                      |                                      | 0      | 29      |
| 2010 | Arden International | ESP                                  | ESP                                  | MON                                  | MON                                  | TUR                                  | TUR                                  | VAL                                  | VAL                                  | GBR                                  | GBR                                  | DEU                                  | DEU                                  | HUN                                  | HUN                                  | BEL                                  | BEL                                  | ITA                                  | ITA                                  | ARE                                  | ARE                                  |                                      |                                      |                                      |                                      | 4      | 21      |
| 2010 | Arden International | 15                                   | 14                                   | 10                                   | NU                                   | 16                                   | 16                                   | NU                                   | NU                                   | 16                                   | 20                                   | 18                                   | NU                                   | NU                                   | 15                                   | 8                                    | 4                                    | NU                                   | NU                                   | 10                                   | 16                                   |                                      |                                      |                                      |                                      | 4      | 21      |
| 2011 | Trident Racing      | TUR                                  | TUR                                  | ESP                                  | ESP                                  | MON                                  | MON                                  | VAL                                  | VAL                                  | GBR                                  | GBR                                  | DEU                                  | DEU                                  | HUN                                  | HUN                                  | BEL                                  | BEL                                  | ITA                                  | ITA                                  |                                      |                                      |                                      |                                      |                                      |                                      | 0      | 26      |
| 2011 | Trident Racing      | NU                                   | 22                                   | 20                                   | 10                                   | NU                                   | 14                                   | 15                                   | NU                                   | 19                                   | 13                                   | 10                                   | 15                                   | NU                                   | 9                                    | NU                                   | 17                                   | 19                                   | 16                                   |                                      |                                      |                                      |                                      |                                      |                                      | 0      | 26      |
| 2012 | Caterham Racing     | MAL                                  | MAL                                  | BHR                                  | BHR                                  | BHR                                  | BHR                                  | ESP                                  | ESP                                  | MON                                  | MON                                  | VAL                                  | VAL                                  | GBR                                  | GBR                                  | DEU                                  | DEU                                  | HUN                                  | HUN                                  | BEL                                  | BEL                                  | ITA                                  | ITA                                  | SIN                                  | SIN                                  | 6      | 22      |
| 2012 | Caterham Racing     | NU                                   | 18                                   | 15                                   | 20                                   | 18                                   | 15                                   | 15                                   | 14                                   | 13                                   | 5                                    | 17                                   | 15                                   | 23                                   | NU                                   | 23                                   | 20                                   | 23                                   | 16                                   | NU                                   | 14                                   | 22                                   | 20                                   | NU                                   | 18                                   | 6      | 22      |

## Wyniki w Azjatyckiej Serii GP2
| Legenda oznaczeń w tabelach wyników Wyświetl szablon na nowej stronie | Legenda oznaczeń w tabelach wyników Wyświetl szablon na nowej stronie                                                                     |
| Oznaczenie                                                            | Wyjaśnienie |
| --------------------------------------------------------------------- | --- |
| Złoty                                                                 | Zwycięzca lub mistrzostwo |
| Srebrny                                                               | 2. miejsce lub wicemistrzostwo |
| Brązowy                                                               | 3. miejsce lub II wicemistrzostwo |
| Zielony                                                               | Ukończył, punktował (w klasyfikacji generalnej, gdy zdobył co najmniej jeden punkt na przestrzeni sezonu, poza trzema powyższymi opcjami) |
| Niebieski                                                             | Ukończył, nie punktował (w klasyfikacji generalnej, gdy nie zdobył co najmniej jednego punktu na przestrzeni sezonu)                      |
| Czerwony                                                              | Nie zakwalifikował się (NZ) |
| Czerwony                                                              | Nie prekwalifikował się (NPK) |
| Różowy                                                                | Nie ukończył (NU) |
| Różowy                                                                | Niesklasyfikowany (NS) (w klasyfikacji generalnej, gdy nie został sklasyfikowany w żadnym wyścigu sezonu)                                 |
| Czarny                                                                | Zdyskwalifikowany (DK) |
| Czarny                                                                | Wykluczony (WYK/EX) |
| Biały                                                                 | Nie wystartował (NW) |
| Biały                                                                 | Kontuzjowany (K/INJ) |
| Biały                                                                 | Wyścig odwołany (OD/C) |
| Bez koloru                                                            | Został wycofany (WYC/WD) |
| Bez koloru                                                            | Nie przybył (NP/DNA) |
| Bez koloru                                                            | Nie brał udziału w treningach (NT/DNP) |
| Bez koloru                                                            | Nie został zgłoszony (–) |
| Pogrubienie                                                           | Start z pole position |
| Kursywa                                                               | Najszybsze okrążenie wyścigu |
| †                                                                     | Nie ukończył, ale jego rezultat został zaliczony ze względu na przejechanie więcej niż 90% dystansu wyścigu.                              |
| *                                                                     | Sezon w trakcie |
| 1/2/3                                                                 | Punktowana pozycja w sprincie kwalifikacyjnym                                                                                             |
| Lista systemów punktacji Formuły 1                                    | |

| Rok       | Zespół              | Wyniki w poszczególnych eliminacjach | Wyniki w poszczególnych eliminacjach | Wyniki w poszczególnych eliminacjach | Wyniki w poszczególnych eliminacjach | Wyniki w poszczególnych eliminacjach | Wyniki w poszczególnych eliminacjach | Wyniki w poszczególnych eliminacjach | Wyniki w poszczególnych eliminacjach | Wyniki w poszczególnych eliminacjach | Wyniki w poszczególnych eliminacjach | Wyniki w poszczególnych eliminacjach | Punkty | Pozycja |
| --------- | ------------------- | ------------------------------------ | ------------------------------------ | ------------------------------------ | ------------------------------------ | ------------------------------------ | ------------------------------------ | ------------------------------------ | ------------------------------------ | ------------------------------------ | ------------------------------------ | ------------------------------------ | ------ | ------- |
| 2008/2009 | FMS International   | CHN                                  | CHN                                  | ARE                                  | BHR                                  | BHR                                  | QAT                                  | QAT                                  | MAL                                  | MAL                                  | BHR                                  | BHR                                  | 0      | 23      |
| 2008/2009 | FMS International   | -                                    | -                                    | -                                    | 16                                   | NU                                   | NU                                   | 19                                   | 10                                   | 8                                    | NU                                   | NU                                   | 0      | 23      |
| 2009/2010 |                     | ARE                                  | ARE                                  | ARE                                  | ARE                                  | BHR                                  | BHR                                  | BHR                                  | BHR                                  |                                      |                                      |                                      | 0      | 29      |
| 2009/2010 | Arden International | 14                                   | 16                                   | -                                    | -                                    | -                                    | -                                    | -                                    | -                                    |                                      |                                      |                                      | 0      | 29      |
| 2009/2010 | Barwa Addax Team    | -                                    | -                                    | -                                    | -                                    | -                                    | -                                    | NU                                   | NU                                   |                                      |                                      |                                      | 0      | 29      |
| 2011      | Trident Racing      | ARE                                  | ARE                                  | ITA                                  | ITA                                  |                                      |                                      |                                      |                                      |                                      |                                      |                                      | 0      | 17      |
| 2011      | Trident Racing      | 11                                   | 9                                    | 9                                    | NU                                   |                                      |                                      |                                      |                                      |                                      |                                      |                                      | 0      | 17      |